# ホセ・ルイス・ガルシア・バジャ
ペペル（Pepelu）ことホセ・ルイス・ガルシア・バジャ（José Luis García Vayá、1998年8月11日 - ）は、スペイン・バレンシア州デニア出身のサッカー選手。バレンシアCF所属。ポジションはMF。

## クラブ経歴
バレンシア州のデニアに生まれ、CDデニアでキャリアをスタートさせた後、2012年にレバンテUDのカンテラに加入した。2014年6月24日、トップチームデビュー前ではあったが、2021年6月30日までクラブとの契約を延長し、2014-15シーズンはBチーム登録になることが発表された。
2015年12月15日、コパ・デル・レイのRCDエスパニョール戦にて、フアンフランとの交代でトップチームデビューを果たした。2017年8月、プレー経験を積むためにエルクレスCFへレンタル移籍された。
エルクレスからのレンタルバック後はBチームでレギュラーに定着するが、トップチームでのプレータイムは増加しなかった。2019年7月26日、CDトンデラにレンタル移籍し、自身初の海外移籍を経験した。トンデラではクラブの降格を防ぐ活躍を見せ、翌2020-21シーズンはヴィトーリアSCへ1シーズンの間レンタル移籍を行うことを選んだ。
2023年7月8日、移籍金500万ユーロでバレンシアCFへ引き抜かれ、契約解除金1億ユーロの5年契約を結んだ。